# Reinhold Brussatis
Reinhold Albert Robert Brussatis (* 10. Februar 1855 in Graudenz, Provinz Westpreußen; † 22. April 1928 in Berlin-Wilmersdorf) war ein deutscher Seeoffizier und zuletzt Konteradmiral der Kaiserlichen Marine.

## Leben

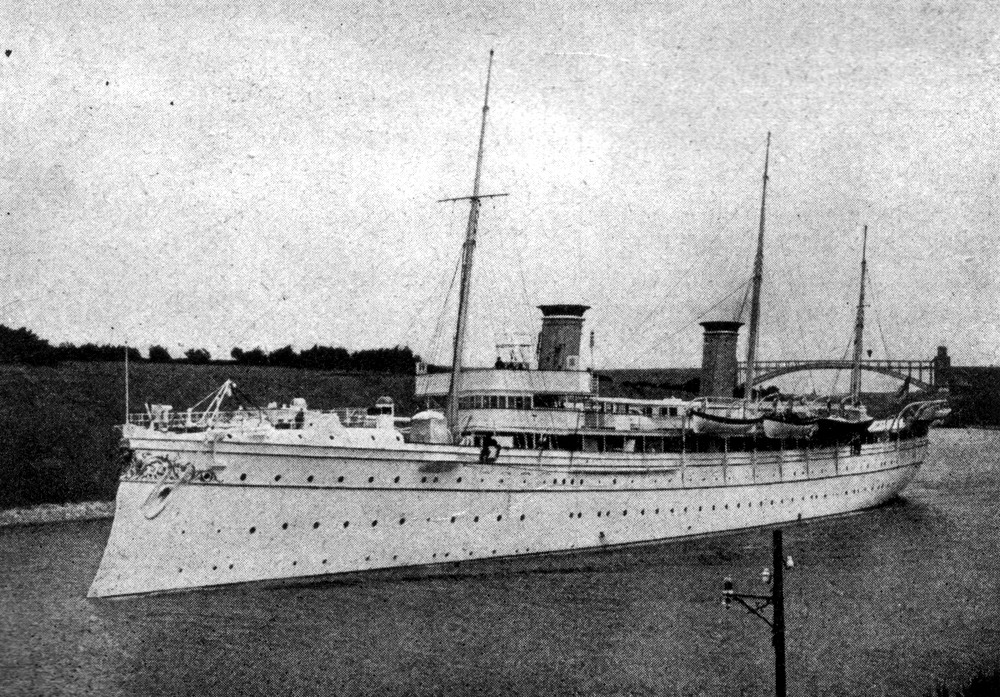
Als Kapitänleutnant und Korvettenkapitän war Brussatis Erster Offizier sowie mit Unterbrechungen zwischen Oktober 1893 und März 1896 kommissarischer Kommandant der Kaiserlichen Yacht Hohenzollern.

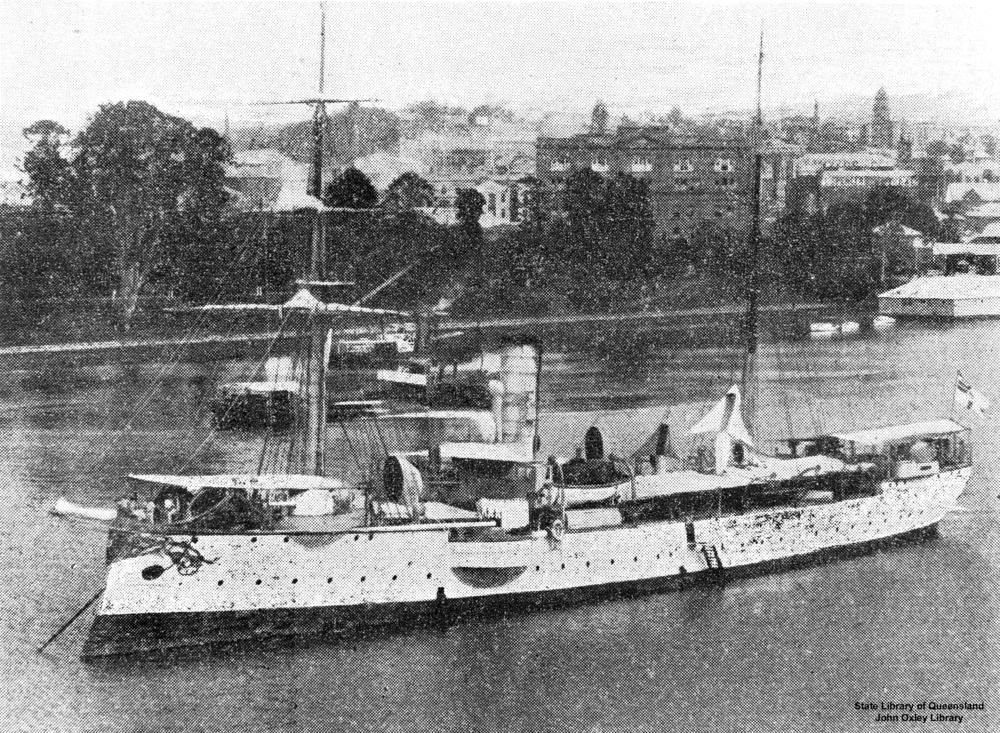
Korvettenkapitän Brussatis war zwischen 1896 und 1899 Kommandant des zum Ostasiengeschwader gehörenden Kleinen Kreuzers Cormoran

Reinhold Brussatis trat am 18. April 1872 als Kadettenaspirant in die Kaiserliche Marine und wurde der Marinestation der Ostsee in Kiel zugeordnet. Vom 11. Juni 1873 mit einer kurzen Unterbrechung war er bis Ende Dezember 1875 auf der Arcona. Anschließend war er bis Ende November 1876 an der Marineschule und wurde hier am 15. Februar 1876 zum Unterleutnant zur See befördert. Von Dezember 1876 bis 30. September 1878 war er auf einem Lehrgang auf dem Artillerieschulschiff Renown und zur Verfügung der I. Marineinspektion. Zeitgleich war er als Wachoffizier von Mai 1877 bis September 1877 auf der Arcona und von Juli 1878 bis September 1878 auf der Hansa.
Auf die Hansa war er bis Anfang November 1880 als Wachoffizier kommandiert. Am 13. Mai 1880 wurde er hier Leutnant zur See. Vom 9. November 1880 bis 31. März 1881 war er erneut zur Verfügung der I. Marineinspektion gesetzt, kam dann als Inspektionsoffizier bis 31. März 1882 an die Marineschule und war vom 1. April 1881 bis 30. September 1881 zugleich Kadettenoffizier auf der Niobe. Von Anfang April 1882 bis Mitte Oktober 1883 war er Wachoffizier auf dem Kanonenboot Cyclop. Er wurde dann erneut zur Verfügung der I. Marineinspektion und der Marineschule gesetzt und war dort Lehrer und Inspektionsoffizier. Vom 1. April 1884 bis 25. September 1884 war er zusätzlich Kadettenoffizier auf der Niobe. Sein Einsatz als Seekadett- und Wachoffizier auf der Moltke dauerte vom 15. April 1885 bis 2. Mai 1887. Er kam bis 21. September 1887 als Wachoffizier auf die Kaiser. Anschließend war er, bis er erneut auf die Niobe kam, Kompanieoffizier bei der I. Werftdivision. Als Navigationsoffizier war er von Anfang April 1888 bis Ende September 1888 auf der Niobe eingesetzt, wurde in dieser Position am 23. Juni 1888 wurde er zum Kapitänleutnant befördert und kam dann bis Ende September 1889 auf das Artillerieschulschiff Mars. Anschließend war er mit einer Unterbrechung von Anfang April 1891 bis Ende September 1891, wo er als Erster Offizier auf der Musquito diente, bis Ende September 1892 Kompanieführer bei der I. Werftdivision. Es folgte seine Kommandierung als Navigationsoffizier auf die Baden. Brussatis, der 1891 Mitglied des Kaiserlichen Yacht-Clubs (KYC) wurde, wurde er anschließend von Mitte Juni 1893 bis Mitte Oktober 1896 Erster Offizier (I.O.) auf der Kaiserlichen Yacht Hohenzollern. Außerhalb der Seereisen fungierte er als Vertreter des Kommandanten Kapitän zur See Volkmar von Arnim als kommissarischer Kommandant einer reduzierten Besatzung in den Zeiträumen Oktober 1893 bis April 1894, Oktober 1894 bis März 1895 sowie zuletzt von September 1895 bis März 1896. In dieser Verwendung wurde er am 11. Oktober 1893 Ritter IV. Klasse des Roten Adlerordens. Unter anderem 1894 erhielt er darüber hinaus das Ritterkreuz III. Klasse des Ordens der Eisernen Krone von Österreich. Ferner wurde er am 27. Januar 1895 zum Korvettenkapitän befördert und erhielt des Weiteren am 18. Juli 1895 das Ritterkreuz I. Klasse des Großherzoglich Hessischen Philippsordens sowie das Ritterkreuz I. Klasse des Großherzoglich Sächsischen Hausordens der Wachsamkeit oder Hausordens vom Weißen Falken.
Im November 1896 übernahm Korvettenkapitän Reinhold Brussatis als Nachfolger von Korvettenkapitän Alfred Brinkmann den Posten als Kommandant des zum Ostasiengeschwader gehörenden Kleinen Kreuzers Cormoran und verblieb in dieser Verwendung bis Januar 1899, woraufhin Korvettenkapitän Hugo Emsmann seine Nachfolge antrat. Als Teil des Kreuzergeschwaders befand er sich mit der SMS Cormoran vom 11. bis zum 23. Juli 1897 im neu gegründeten Kaiserreich Korea. Im Oktober/November 1897 fuhr die Cormoran unter seinem Kommando den Jangtsekiang hinauf bis Hankau, wo am 4. Oktober mit dem Kaiserreich China ein Abkommen über die Errichtung einer deutschen Niederlassung abgeschlossen wurde. Auch an der Besetzung Kiautschous im gleichen Monat war sie beteiligt. Von Mai bis Juli 1898 lag sie zum Schutz deutscher Staatsangehöriger vor Manila, was in einer Konfrontation mit den Vereinigten Staaten, dem sogenannten Manila-Zwischenfall, gipfelte. Vom 19. Januar 1899 bis 28. Februar 1899 dauerte seine Rückreise aus Shanghai, um anschließend bis Ende September 1902 Ausrüstungsdirektor an der Kaiserlichen Werft Kiel, ab 16. Mai 1899 als Fregattenkapitän und ab 23. März 1901 Kapitän zur See, zu sein.

Kapitän zur See Brussatis war von Oktober 1902 bis September 1904 erster Kommandant des neu in Dienst gestellten Einheitslinienschiffs Zähringen, das dem I. Geschwader der Schlachtflotte zugeteilt wurde.

Während seiner Dienstverwendungen 1890 bis 1898 erhielt Brussatis von seinen jeweiligen Vorgesetzten, den Kapitänen zur See Volkmar von Arnim, Conrad von Bodenhausen sowie Konteradmiral Otto von Diederichs, durchgehend gute Beurteilungen.
Nach seiner Zeit als Ausrüstungsdirektor an der Kieler Werft war er als Nachfolger von Kapitän zur See Eugen Kalau vom Hofe im Oktober 1902 kurz bis zur Außerdienststellung Kommandant des Panzerschiffs Brandenburg. Für die Brandenburg war bereits von 1903 bis 1904 auf der Kaiserlichen Werft Wilhelmshaven eine Modernisierung des Schiffs vorgesehen, sodass er stattdessen noch Ende Oktober 1902 erster Kommandant des neu in Dienst gestellten Einheitslinienschiffs Zähringen beim I. Geschwader der Schlachtflotte wurde. Er hatte dieses Kommando bis September 1904 inne und wurde daraufhin von Kapitän zur See Georg Janke abgelöst.
Vom 24. September 1904 bis 29. September 1906 war er Kommandeur der 1. Matrosendivision. Nachdem 1905 der Befehlshaber der Aktiven Schlachtflotte, Admiral Hans von Koester, in einem Prüfbericht geurteilt hatte, dass Brussatis „die Qualifikation zum Führer nicht hat“, entschied Kaiser Wilhelm II., dass Brussatis in seiner damaligen Funktion als Kommandeur der 1. Matrosendivision „aufzubrauchen“ sei. Er wurde bis November 1906 zur Verfügung des Chefs der Marinestation der Ostsee gesetzt.
Am 10. November 1906 wurde er daher unter Verleihung des Charakters eines Konteradmirals zur Disposition gestellt und schied aus dem aktiven Dienst der Kaiserlichen Marine aus.
Sein gleichnamiger Sohn Reinhold Brussatis (* 1882; † nach 1945) war Seeoffizier und als Marinebaudirektor zwischen 1934 und 1940 erst Referent im Oberkommando der Marine sowie im Anschluss von 1940 bis Januar 1945 Leiter der Schiffbauabteilung im Kriegsmarinearsenal Gotenhafen.